# Konstantyn (książę holenderski)

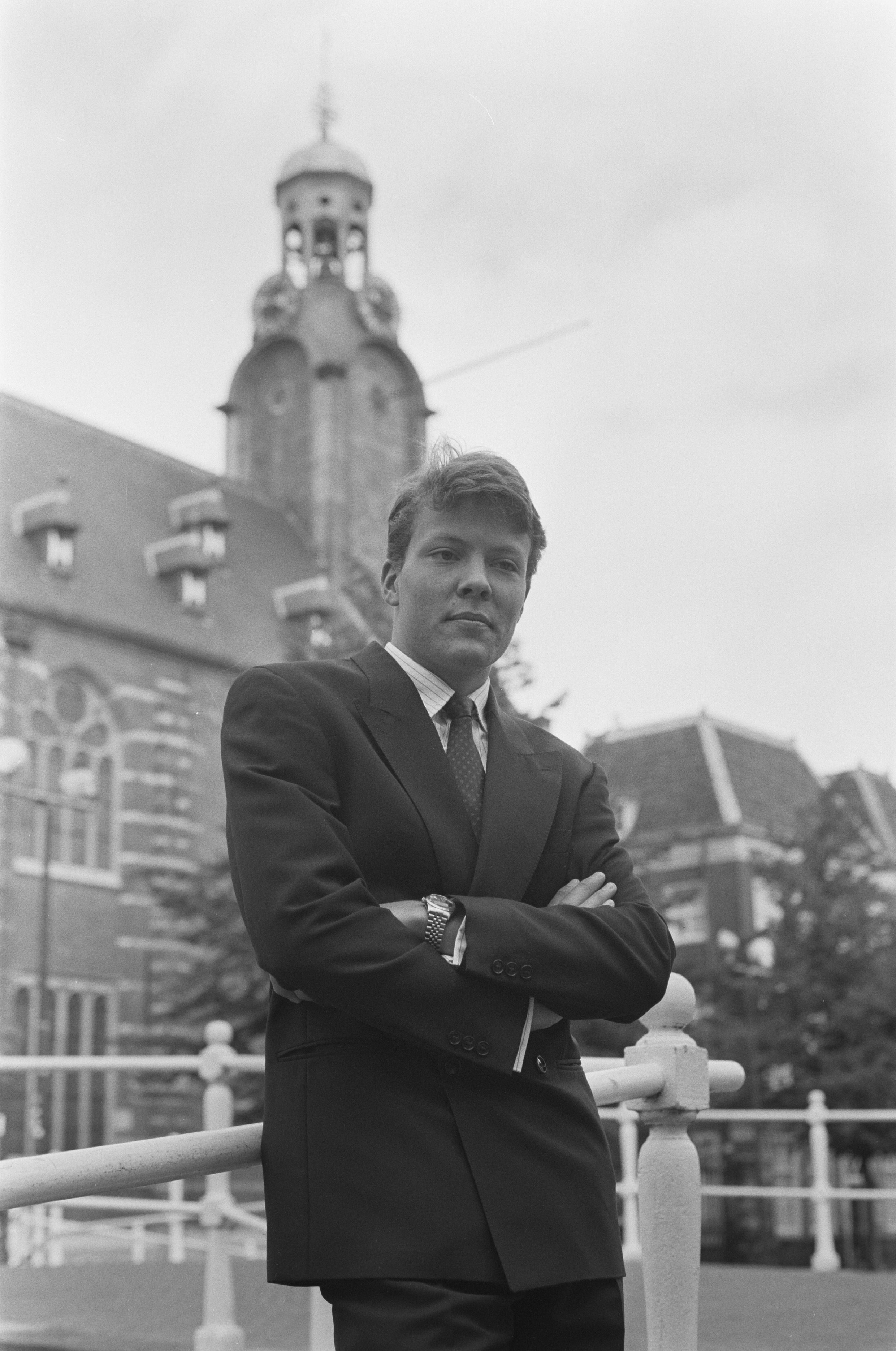
Książę Konstantyn, 1988

Konstantyn, książę Niderlandów, właśc. Constantijn Christof Frederik Aschwin (ur. 11 października 1969 w Utrechcie), najmłodszy brat króla Holandii Wilhelma Aleksandra. Oficjalny tytuł Jego Królewska Wysokość książę Niderlandów, książę Oranje-Nassau, Jonkheer van Amsberg.
Nauki początkowe pobierał w Nieuwe Baarnse School w Baarn, Eerste Vrijzing Christelijk Lyceum. Odbył kurs językowy we Francji i Włoszech. Studiował prawo na uniwersytecie w Lejdzie i nauki ekonomiczne w INSEAD w Fontainebleau we Francji.
16 grudnia 2000 ogłoszono zaręczyny księcia Konstantyna z Laurentien Brinkhorst. Ślub cywilny odbył się 17 maja 2001 w Oude Raadzaal, w Hadze a kościelny 19 maja w Grote of St. Jacobskerk. Para ma troje dzieci:
- Heloiza (Eloise Sophie Beatrix Laurence) hrabina Oranje-Nassau, Jonkvrouwe van Amsberg (ur. 8 czerwca 2002);
- Klaus Kazimierz (Claus-Casimir Bernhard Marius Max) hrabia Oranje-Nassau, Jonkheer van Amsberg (ur. 21 marca 2004);
- Eleonora (Leonore Marie Irene Enrica), hrabina van Oranje-Nassau, Jonkvrouwe van Amsberg (ur. 3 czerwca 2006).

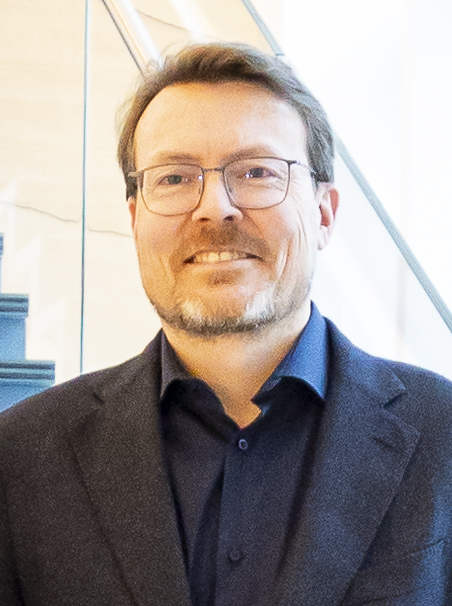
2024

Poza pełnieniem oficjalnych obowiązków jako członek holenderskiej rodziny królewskiej, książę zdecydował również, że będzie pracować. Pracował w holenderskim biurze Komisarza Europejskiego, Hansa van den Broeka. W latach 2001–2003 pracował jako konsultant Booz Allen&Hamilton w Londynie, a także jako doradca Ministerstwie Spraw Zagranicznych, dla RAND Europe w Brukseli.
Konstantyn jest Honorowym Przewodniczącym Fundacji Księcia Clausa, przewodniczącym Fundacji The Hague Process on Refugess and Migration, jest także patronem National Musical Instrument Fund.